# Farid Hafez

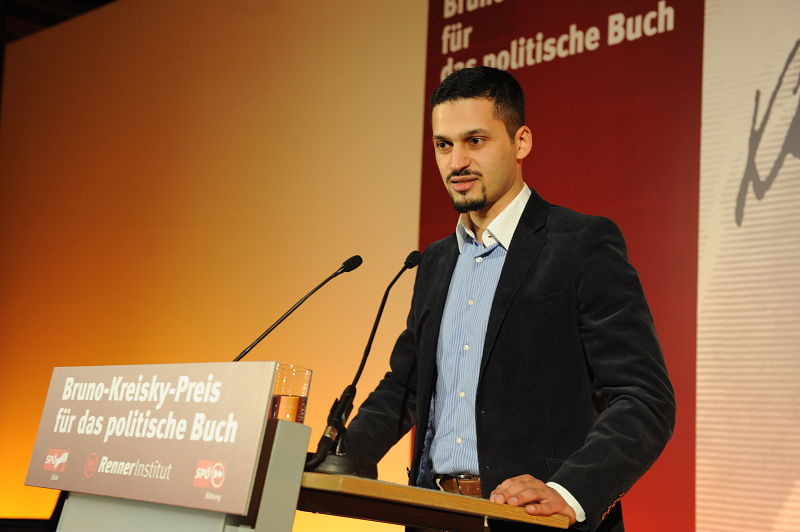
Farid Hafez en una conferencia en 2010

Farid Hafez (nacido el 23 de diciembre de 1981) es un politólogo austriaco del Departamento de Ciencias Políticas y Sociología de la Universidad de Salzburgo, y el Asociado del Centro en Georgetown University de The Bridge Initiative.

## Primeros años
Hafez nació en Ried im Innkreis, Austria el 23 de diciembre de 1981. Tras trasladarse a la capital, Viena, y cursar su primera licenciatura en Ciencias Políticas, terminó sus estudios y se doctoró en la Universidad de Viena en 2009.

## Carrera académica
Poco antes de presentar su tesis, en la que analizaba los debates parlamentarios sobre la prohibición de mezquitas y minaretes en dos condados austriacos, publicó su primer libro "Islamofobia en Austria" junto con el académico de Oriente Medio John Bunzl.
Desde entonces, Hafez ha publicado ampliamente sobre la islamofobia. En 2010, fundó el Anuario de Estudios sobre la Islamofobia En 2015, creó el Informe Europeo sobre la Islamofobia, que ahora edita junto con el politólogo Enes Bayrakli para el Instituto Leopold Weiss, LWI, con sede en Viena, Austria. Farid Hafez también ha publicado sobre el Islam y la extrema derecha para la Brookings Institution.
Es profesor afiliado del Centro de Seguridad, Derechos y Raza de la Universidad de Rutgers y miembro del profesorado afiliado del Proyecto de Investigación y Documentación sobre la Islamofobia (IRDP) de la Universidad de California, Berkeley. También es profesor afiliado y miembro del Centro de Estudios de Derecha de la Universidad de California, Berkeley y editor de numerosas obras sobre islamofobia.
De 2008 a 2010, Hafez realizó trabajos de investigación en el Departamento de Derecho de la Religión y la Cultura de la Universidad de Viena, antes de comenzar a dar clases en la Escuela Superior de Magisterio Musulmán de Viena (2009 a 2014). En 2014, fue profesor visitante en la Universidad de Columbia.
Durante el curso académico 2016/17, fue Fulbright-Botstiber Visiting Professor of Austrian-American Studies en la UC Berkeley. Hafez había impartido clases en el Departamento de Estudios Orientales de la Universidad de Viena así como en la Universidad de Klagenfurt.
Su investigación actual en el Departamento de Ciencias Políticas de la Universidad de Salzburgo se centra en los movimientos juveniles musulmanes en Europa.
También imparte clases en varias instituciones académicas no universitarias, como la Global Citizenship Alliance[28]. En 2015, formó parte del profesorado de La beca Ariane de Rothschild. Hafez también forma parte del consejo de redacción del Journal of Austrian-American History.

## Premios
En 2020, Farid Hafez fue galardonado con el premio "Islam on the Edges" por el Centro para el Islam en el Mundo Contemporáneo (CICW) de la Universidad de Shenandoah.
En 2009, Farid Hafez fue galardonado con el premio Bruno Kreisky (Anerkennungspreis) del Karl-Renner-Institut al libro político del año 2009 por su obra "Islamofobia en Austria".
La revista Austrian Culture Magazine nombró a Farid Hafez como uno de los 100 "austriacos con un futuro especial".

## Apariencias públicas
Hafez publica regularmente en medios de comunicación austriacos e internacionales como Haaretz, Daily Sabah, Der Standard y Die Presse. Es entrevistado con frecuencia por medios de comunicación internacionales, entre ellos la BBC, The Washington Post y Democracy Now

## Principales posiciones científicas
Hafez se identifica con lo que denomina "enfoque postcolonial informado por los estudios sobre el racismo" al estudiar la islamofobia.
"Muchas de las medidas adoptadas para regular las relaciones entre el Islam y el Estado revelan un enfoque que, por un lado, intenta dar al Islam un lugar en su sociedad, mientras que, por otro lado, se refiere claramente a una imaginación estereotipada del musulmán, donde la noción de Europa representa la ilustración, la modernidad y el progresismo, mientras que el Islam y los musulmanes representan lo contrario. Así pues, podemos observar una noción de Islam "civilizador" que se remonta a la época colonial y que introduce una división entre el musulmán bueno y el malo; el primero que se somete al Estado y a sus normas, frente al segundo, que sigue siendo el musulmán incivilizado, bárbaro y ajeno, propenso a los extremismos y al fanatismo e incapaz de encajar en la modernidad. Las disposiciones del Islam reveladas aquí muestran que los Estados legitiman su injerencia basándose en este imaginario implícitamente reproducido de los malos musulmanes, y así se esfuerzan por "civilizar" a los súbditos musulmanes, recordándonos de nuevo la "carga del hombre blanco"."
El artículo más citado de Hafez es "Shifting borders: Islamophobia as common ground for building pan-European right-wing unity", que apareció en la revista revisada por pares Patterns of Prejudice. En este artículo, Hafez sostiene que "la islamofobia se ha convertido en una herramienta útil para que los partidos de derechas movilicen a los electores en muchos estados-nación europeos" y que, al mismo tiempo, se ha producido un cambio por parte de los partidos de extrema derecha anteriormente antisemitas "para conseguir una mayor aceptación en las sociedades mayoritarias distanciándose de un antiguo perfil antisemita".

## Informe sobre la islamofobia en Europa
La publicación estrella, coeditada por Hafez y con la autoría de un colectivo de más de 40 autores. de toda Europa es el Informe Europeo sobre la Islamofobia anual.

Entre los autores se encuentran el profesor de literatura inglesa Olivier Esteves de Francia, el sociólogo James Carr de Irlanda, la politóloga Ineke van der Valk de los Países Bajos, el antropólogo Sindre Bangstad y la profesora de estudios del Holocausto Cora Alexa Døving de Noruega, el científico social polaco Konrad Pędziwiatr, el historiador Hikmet Karčić de Bosnia, la socióloga Aleksandra Lewicki de Alemania, el sociólogo italiano Alfredo Alietti, la científica social Ana Frank de Liubliana, el profesor de estudios religiosos Mattias Gardell de Suecia y el historiador Aristóteles Kallis de Grecia.
Desde 2021, el informe es publicado por el Instituto Leopold Weiss junto con varias instituciones estadounidenses como el Othering & Belonging Institute de la UC Berkeley dirigido por John A. Powell, el Center for Security, Race and Rights de la Universidad de Rutgers.

## Citaciones y presencia mundial en bibliotecas
A mediados de septiembre de 2021, las citas de Google Scholar recogen 1005 citas de las obras de Hafez; el índice H es de 11. OCLC WorldCat Identidades actualmente enumera 56 obras del autor en 130 publicaciones en 2 idiomas y 1.203 fondos de biblioteca. 24 de sus ensayos están incluidos en Scopus.

## Libros
Hafez tiene un amplio historial de publicaciones. Es autor, coautor o editor de >100 publicaciones, incluyendo muchos artículos en revistas académicas de alto rango.
Como autor único:
- Feindbild Islam. Zur Salonfähigkeit von Rassismus, Wien: Böhlau Verlag & V&R unipress. (Islamofobia. Sobre la integración del racismo)
- Mein Name ist Malcolm X: Das Leben eines Revolutionärs (Mi nombre es Malcolm X: La vida de un revolucionario). (Me llamo Malcolm X: La vida de un revolucionario)
- Islamophober Populismus: Moschee- und Minarettbauverbote österreichischer Parlamentsparteien (Populismo islamófobo. Debates sobre la prohibición de mezquitas y minaretes)
- Anas Schakfeh: Das österreichische Gesicht des Islams (Anas Schakfeh: El rostro austriaco del Islam)
- Islamisch-politische Denker: Eine Einführung in die islamisch-politische Ideengeschichte (Pensadores islámicos-políticos: una introducción al pensamiento islámico-político)
- Jung, muslimisch, österreichisch. (Joven, musulmán, austriaco) (Joven, musulmán, austriaco)

Como (co)editor:
- Islamofobia en las sociedades de mayoría musulmana (junto con Enes Bayrakli)
- Islamophobie in Österreich (, Islamofobia en Austria, junto con John Bunzl)
- desde 2010: Anuario de estudios sobre la islamofobia
- De la extrema derecha a la corriente principal: Islamophobia in Party Politics and the Media (junto con Humayun Ansari)
- desde 2016 European Islamophobia Report (junto con Enes Bayraklı)

Artículos en revistas revisadas por pares (extracto):
- 2020: Hafez, Farid. 'Identidades no deseadas. The 'Religion Line' and Global Islamophobia', Development 63, 9-19 (2020).
- 2019: 'From Jewification to Islamization: Antisemitismo político e islamofobia en la política austriaca de antes y de ahora', ReOrient, Vol. 4, nº 2, primavera de 2019, 197-220.
- 2019: (con Rijad Dautovic) 'Institutionalising Islam in Contemporary Austria: A Comparative Analysis of the Austrian Islam Act of 2015 and Austrian Religion Acts with Special Emphasis on the Israelite Act of 2012', Oxford Journal of Law and Religion, Volume 8, Issue 1, February 2019, Pages 28-50 (publicado el 11 de junio de 2018).
- 2018: Islamofobia a nivel de calle y a nivel gubernamental en los cuatro países del Visegrád, Patterns of Prejudice, Volumen 52, 2018 - Número 5: 436-447.
- 2018: 'Escuelas de pensamiento en los estudios sobre la islamofobia: Prejuicio, Racismo y Decolonialidad'. Revista de estudios sobre la islamofobia 4.2 (2018): 210-225.
- 2018: (con Enes Bayraklı y Léonard Faytre) 'Engineering a European Islam: Un análisis de los intentos de domesticar a los musulmanes europeos en Austria, Francia y Alemania', Insight Turkey, Vol 20, nº 3, verano de 2018, 131-156.
- 2018: (con Reinhard Heinisch) 'Breaking with Austrian Consociationalism: How the Rise of Rightwing Populism and Party Competition have changed Austria's Islam Politics', Politics and Religion, Volume 11, Issue 3, September 2018, pp. 649-678.
- 2017: De Harlem al Hoamatlond. Hip Hop, Malcolm X, and Muslim Activism in Austria', Journal of Austrian-American History, Vol. 1, No. 2 (2017), pp. 159-180.
- 2017: 'Protesta musulmana contra la ley del islam de Austria. An Analysis of Austrian Muslim's Protest against the 2015 Islam Law', Journal of Muslim Minority Affairs, 2017, Vol. 37 , Iss. 3, 2017, 267-283.
- 2017: '¿Austria de quién? Muslim Youth Challenge Nativist and Closed Notions of Austrian Identity', Anthropology of the Middle East, 12:1, Summer 2017: 38-51.
- 2017: "Debate sobre la Ley del Islam de 2015 en el Parlamento austriaco: Entre el reconocimiento legal y el populismo islamófobo" Discourse and Society , VOL 28, ISSUE 4, 2017, PP. 392-412.
- 2016: "¿PEGIDA en el Parlamento? Explicando el fracaso de PEGIDA en Austria" German Politics and Society 34 (4) 2016: 101-118.
- 2016: "Comparación del antisemitismo y la islamofobia: el estado del campo" Islamophobia Studies Journal 3 (2) Spring 2016: 16-34.
- 2016: "Latidos políticos en los Alpes: Sobre la política en las primeras etapas de la música hip hop austriaca" Journal of Black Studies 47 (7) Junio 2016: 730-752.
- 2014: "Disciplinando al 'sujeto musulmán'.  The Role of Security Agencies in Establishing Islamic Theology within the State's Academia" Islamophobia Studies Journal 2 (2) Fall 2014: 43-57.
- 2014: Fronteras cambiantes: La islamofobia como piedra angular para la construcción de la unidad de la derecha paneuropea, en: Patterns of Prejudice, Vol. 48, No.5, diciembre de 2014, 1-21.